# Cleptometopus ochreoscutellaris
Cleptometopus ochreoscutellaris är en skalbaggsart som beskrevs av Stefan von Breuning 1943. Cleptometopus ochreoscutellaris ingår i släktet Cleptometopus och familjen långhorningar. Inga underarter finns listade i Catalogue of Life.